# Ефимов, Александр Васильевич (ректор)
Александр Васильевич Ефимов (18 марта 1940, Кунгур, Пермская область, РСФСР — 4 июня 2016, Екатеринбург, Российская Федерация) — советский и российский организатор высшей школы, ректор (1990—2008) и президент Уральского государственного университета путей сообщения (2008—2016).

## Биография
В 1958 г. окончил Свердловский электромеханический техникум (1958), в 1963 г. — Уральский электромеханический институт инженеров железнодорожного транспорта, инженер путей сообщения — электромеханик. Кандидат технических наук (1971), профессор (1992).
С 1963 г. работал в «Уральском электромеханическом институте инженеров железнодорожного транспорта» (УЭМИИТ);: преподаватель, заведующий кафедрой «Электроснабжение железных дорог», проректор; с 1990 г. — ректор Уральского государственного университета путей сообщения. 
С 2008 г. — президент Уральского государственного университета путей сообщения.
Специалист в области повышения надёжности и эффективности электроснабжения железных дорог. Разработал регулируемое устройство реактивной мощности тяговых подстанций, автоматизированную систему контроля контактной сети, методику и программу расчётов статического и динамического взаимодействия токоприёмников с контактной сетью, новые конструкции воздушных стрелок. Внедрение этих устройств позволило повысить пропускную способность участков и качество электроэнергии, снизить эксплуатационные расходы.
Руководил научной школой по совершенствованию систем автоматизированного проектирования контактной сети железных дорог. Имел 10 авторских свидетельств на изобретения. Автор около 100 печатных работ.
Похоронен на Широкореченском кладбище Екатеринбурга .

## Награды и звания
Заслуженный работник транспорта Российской Федерации (1997), почётный железнодорожник (1992). Награждён медалями.